# Yoshikitty
yoshikitty (よしきてぃ) は、2009年にサンリオと日本のアーティストYOSHIKIのコラボレーションにより誕生したキャラクター。このキャラクターは、ハローキティのデザイナーである山口裕子によって生み出された。このブランドはロック (音楽)をテーマにしたハイファッション商品を専門としており、2018年のサンリオキャラクター大賞では人気TOP3にランクインしたこともある。 yoshikittyは、実在の人物をモデルにした最初のサンリオキャラクターである。

## 歴史
2007年、サンリオのデザイナー⼭⼝裕⼦が、ハローキティの公式テーマソングの制作をYOSHIKIに依頼したことをきっかけに、YOSHIKIが曲作りに取り組む中で、⼭⼝は⼆⼈の会話からYOSHIKIとキャラクターを融合させた yoshikittyというオリジナルデザインを思いついた。yoshikittyは2014年にロサンゼルスで開催されたハローキティコンで初披露された。
yoshikittyは、2009年5月にX JAPANの東京ドーム公演で初公開された。同年8月には、X JAPANのステージ演出に大型のyoshikittyバルーンが組み入れられた。2009年10月2日には、ロサンゼルスで開催されたハローキティ35周年記念イベントで、yoshikittyの2つ目のデザインが初公開された。
ドキュメンタリー映画『We Are X』には、山口がYOSHIKIとの友情やyoshikittyの誕生について語るブルーレイ版特別インタビューが収録されている。yoshikittyの等身大バージョンは、サンリオピューロランドのテーマパークや特別テレビ番組に定期的に登場し、ピアノやドラムを演奏している。

## 設定
yoshikittyの外見はYOSHIKIを忠実に再現しており、長いブロンドの髪、紫のアイシャドウ、そして黒い「ロックスター」の衣装がキャラクターの主な特徴となっている。また、yoshikittyを主役にして、赤と白のナース服、ウェディングドレス、シンデレラの衣装と言ったYOSHIKIの中性的なステージ衣装を着たyoshikittyのグッズも発売されている。

## 商品化
yoshikittyは、ハイファッションの衣料品、ジュエリー、化粧品など、500を超える製品に描かれている。2019年には、貴金属会社GINZA TANAKA (ギンザタナカ)とのコラボレーションにより、限定版の18金製yoshikittyフィギュアが発売された。推定小売価格は10,000米ドルとされている。

## 国際的な人気
yoshikittyは、2015年から11年連続でサンリオキャラクター大賞にノミネートされている。2018 年のサンリオキャラクター⼤賞では、ハローキティの人気を上回る3位にランクインした。
国際投票でyoshikittyは、ブラジル、中国、フランス、ドイツ、タイで1位にランクされた。